# Ptyelus hirsutus
Ptyelus hirsutus is een halfvleugelig insect uit de familie Aphrophoridae. De wetenschappelijke naam van deze soort is voor het eerst geldig gepubliceerd in 1891 door Kirby.